# شكلية (فلسفة الرياضيات)
في فلسفة الرياضيات، الشكلية هي وجهة النظر التي تنص على أن بيانات الرياضيات والمنطق يمكن اعتبارها عبارات حول عواقب التلاعب بالسلاسل (التسلسل الأبجدي الرقمي للرموز، عادةً كمعادلات) باستخدام قواعد التلاعب الراسخة. الفكرة المركزية للشكليات «هي أن الرياضيات ليست مجموعة من الافتراضات التي تمثل قطاعًا مجرّدًا من الواقع، ولكنها أقرب إلى لعبة، ولا تجلب معها التزامًا بوجودية الأشياء أو الخصائص أكثر من اللودو أو الشطرنج». وفقًا للشكلية، فإن الحقائق المعبر عنها في المنطق والرياضيات لا تتعلق بالأرقام أو المجموعات أو المثلثات أو أي موضوع متزامن آخر في الواقع، لا تتعلق «بأي شيء» على الإطلاق. بدلاً من ذلك، تعتبر العبارات الرياضية أشكالًا نحوية لا تحمل أشكالها ومواقعها أي معنى ما لم يتم تفسيرها (أو دلالاتها). على عكس المنطقانية أو الحدسية، فإن حدود الشكلية أقل تحديدًا بسبب الأساليب الواسعة التي يمكن تصنيفها على أنها شكلية.
إلى جانب المنطقانية والحدسية، تعد الشكلية إحدى النظريات الرئيسية في فلسفة الرياضيات التي تطورت في أواخر القرن التاسع عشر وأوائل القرن العشرين. من بين الشكلين، كان ديفيد هيلبرت من أبرز المدافعين عن الشكلية.